# Israele ai Giochi della XXVI Olimpiade
Israele ha partecipato ai Giochi della XXVI Olimpiade di Atlanta, svoltisi dal 19 luglio al 4 agosto 1996, con una delegazione di 25 atleti.

## Medaglie
| Medaglia | Atleta      | Sport | Evento         |
| -------- | ----------- | ----- | -------------- |
| Bronzo   | Gal Fridman | Vela  | Classe Mistral |